# Episodi di Saving Grace (seconda stagione)
La seconda stagione della serie televisiva Saving Grace è stata trasmessa in prima visione assoluta negli Stati Uniti d'America dal canale via cavo TNT dal 14 luglio 2008 al 13 aprile 2009.
In Italia, la stagione è stata trasmessa in prima visione dal canale pay Mya, della piattaforma Mediaset Premium, dal 14 marzo al 13 giugno 2009, mentre in chiaro è stata trasmessa da Italia 1 dal 17 gennaio 2011 all'11 giugno 2012.
| nº | Titolo originale                      | Titolo italiano                 | Prima TV USA   | Prima TV Italia |
| -- | ------------------------------------- | ------------------------------- | -------------- | --------------- |
| 1  | Have a Seat, Earl                     | Siediti, Earl                   | 14 luglio 2008 | 14 marzo 2009   |
| 2  | A Survivor Lives Here                 | Un sopravvissuto vive qui       | 21 luglio 2008 | 21 marzo 2009   |
| 3  | A Little Hometown Love                | L'amore in un paesino           | 28 luglio 2008 | 28 marzo 2009   |
| 4  | It's a Fierce, White-Hot, Mighty Love | Un amore fiero, caldo, potente  | 4 agosto 2008  | 4 aprile 2009   |
| 5  | Do You Love Him?                      | Tu lo ami?                      | 11 agosto 2008 | 11 aprile 2009  |
| 6  | Are You an Indian Princess?           | Sei una principessa indiana?    | 18 agosto 2008 | 18 aprile 2009  |
| 7  | You Are My Partner                    | Sei il mio partner              | 25 agosto 2008 | 25 aprile 2009  |
| 8  | The Heart of a Cop                    | Il cuore di un poliziotto       | 2 marzo 2009   | 2 maggio 2009   |
| 9  | Do You Believe in Second Chances?     | Credi in una seconda occasione? | 9 marzo 2009   | 9 maggio 2009   |
| 10 | Take Me Somewhere, Earl               | Portami da qualche parte, Earl  | 16 marzo 2009  | 16 maggio 2009  |
| 11 | The Live Ones                         | I sette chakra                  | 23 marzo 2009  | 23 maggio 2009  |
| 12 | But There's Clay                      | Una rosa per ricordare          | 30 marzo 2009  | 30 maggio 2009  |
| 13 | So What's the Purpose of a Platypus?  | L'abito verde della damigella   | 6 aprile 2009  | 6 giugno 2009   |
| 14 | I Believe in Angels                   | Io credo negli angeli           | 13 aprile 2009 | 13 giugno 2009  |